# Afrogarypus excelsus excelsus
Afrogarypus excelsus excelsus es una subespecie de arácnido del orden Pseudoscorpionida de la familia Geogarypidae.

## Distribución geográfica
Se encuentra en el sur de África.